# سيباستيان جانيكوفسكي
سيباستيان باول جانيكوفسكي (بالبولندية: Sebastian Paweł Janikowski؛ مواليد 2 مارس 1978) هو لاعب بولندي محترف سابق في كرة القدم الأمريكية وكان لاعبًا في مركز الرَّكَّال لمدة 18 موسمًا في الدوري الوطني لكرة القدم الأمريكية (NFL)، بشكل أساسي مع فريق أوكلاند رايدرز ‏. لعب كرة القدم الجامعية لصالح فريق فلوريدا ستيت سيمنولز ‏ وتم اختياره في المركز السابع عشر في مسودة الدوري الوطني لكرة القدم الأمريكية لعام 2000 ‏ من قبل فريق رايدرز. في موسمه الأخير، لعب جانيكوفسكي لصالح فريق سياتل سي هوكس.
جانيكوفسكي هو أحد خمسة مسددين فقط في دوري كرة القدم الأميركي تم اختيارهم في الجولة الأولى من مسودة دوري كرة القدم الأميركي، وهو الهداف التاريخي لفريق رايدرز وظهر في عدد أكبر من المباريات مع الفريق أكثر من أي لاعب آخر. كما عادل الرقم القياسي في الدوري الوطني لكرة القدم الأمريكية آنذاك لأطول هدف ميداني ناجح بمسافة 63 ياردة، وهو رابع أطول هدف ميداني في تاريخ الدوري.

## النشأة
وُلِد سيباستيان جانيكوفسكي في 2 مارس 1978، وهو الطفل الوحيد لهنريك وهالينا جانيكوفسكي في فالبرزيش، بولندا. كان والده لاعب كرة قدم محترفًا وانتقل إلى الولايات المتحدة في أوائل الثمانينيات على أمل إحياء مسيرته المهنية. بعد سنوات من هجرة والد جانيكوفسكي من بولندا، انفصل والداه، وتزوج هنريك من مواطنة أمريكية. وبعد أن ترك منزله مع والدته فقط، بدأ جانيكوفسكي في التفوق في كرة القدم بنفسه، وعندما بلغ الخامسة عشرة من عمره، حصل جانيكوفسكي على مكان في فريق بولندا تحت 17 عامًا.
زواج والده من أمريكية يعني أن جانيكوفسكي كان بإمكانه الهجرة بشكل قانوني إلى الولايات المتحدة. كان يتحدث القليل جدًا من اللغة الإنجليزية، لكنه تعلمها بسرعة من خلال حضور دروس ليلية لمدة ثلاثة أسابيع ومشاهدة التلفاز. شارك جانيكوفسكي في خمس مباريات فقط لفريق أورانجوود كريستيان، لكنه قادهم إلى بطولة الولاية من الفئة A بتسجيله 15 هدفًا، حيث خسروا أمام ليكلاند كريستيان بركلات الترجيح (3–2). ثم عاش جانيكوفسكي في أورلاندو بولاية فلوريدا مع والده وزوجة أبيه، وانضم إلى نادي أورلاندو ليونز ‏، وهو نادي كرة قدم تحت 19 عامًا يدربه أنجيلو روسي. وكان روسي أيضًا مدرب كرة القدم في مدرسة سيبريز الثانوية ‏ في دايتونا بيتش، وأقنع هنريك بأن ابنه سيكون في حال أفضل هناك. وافق هنريك، لكنه لم يكن راغبًا في الانتقال، لذا انتقل جانيكوفسكي للعيش مع عائلة روسي.
خلال عامه الأخير في سيبريز، لعب جانيكوفسكي كرة القدم وكرة القدم الأمريكية بعد أن تم تجنيده من قبل مدرب كرة القدم في المدرسة. وباعتباره صاحب هدف الفريق، اكتسب سمعة طيبة سريعًا من خلال ركله أربعة أهداف ميدانية بمسافة تزيد عن 50 ياردة. كانت إحداها لمسافة 60 ياردة، وهي ثالث أفضل مسافة في تاريخ المدارس الثانوية في فلوريدا. أثناء التدريب في مدرسة سيبريز الثانوية، سدد هدفًا ميدانيًا من مسافة 82 ياردة. رشحت صحيفة يو إس إيه توداي جانيكوفسكي إلى فريق كل الأمريكيين لعام 1996. بعد أن تم تجنيده بشكل كبير من قبل بعض برامج كرة القدم الجامعية الرائدة، قرر جانيكوفسكي الانضمام إلى جامعة ولاية فلوريدا.

## المسيرة الجامعية

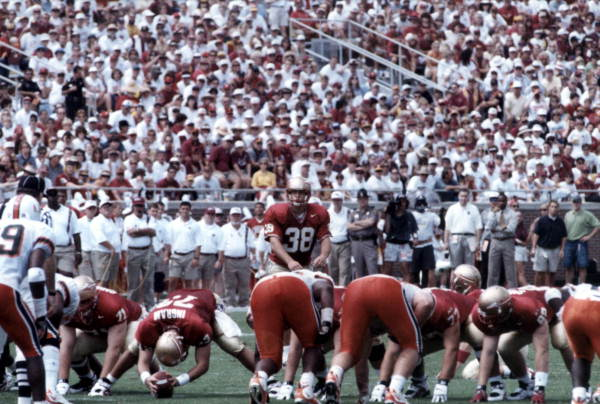
جانيكوفسكي يستعد لتسديد ركلة خلال مباراة في ملعب دوك كامبل في عام 1997

التحق جانيكوفسكي بجامعة ولاية فلوريدا، حيث لعب لفريق كرة القدم فلوريدا ستيت سيمينولز ‏ تحت قيادة المدرب بوبي بودين. قال بودين لاحقًا، «يا رجل، هل فكرت يومًا في عدد البطولات الوطنية التي كان من الممكن أن نفوز بها إذا كان لدينا جانيكوفسكي كل عام من مسيرتي؟» في ثلاثة مواسم، جمع إجمالي نقاط في مسيرته بلغ 324 نقطة (ثالثًا على الإطلاق للمدرسة). في عام 1999، فاز بجائزة لو جروزا للعام الثاني على التوالي، وهو شرف يُمنح سنويًا لأفضل لاعب جامعي في البلاد. جانيكوفسكي هو اللاعب الوحيد حاليًا الذي فاز بهذه الجائزة لمدة عامين متتاليين. أصبح مشهورًا بين المشجعين لقدرته على وضع ركلة البداية من خلال القائمين في منطقة النهاية، وقد فعل ذلك كثيرًا حتى أن شاشات الاستاد كانت تعرض رسومات الهدف الميداني على الرغم من أنها كانت ركلة بداية وليست محاولة هدف ميداني فعلية.
أُطلق على جانيكوفسكي لقب «سيباس» لأول مرة أثناء لعبه مع فريق فلوريدا ستيت سيمينولز.
لم تكن مسيرة جانيكوفسكي في فلوريدا ستيت سيمينولز خالية من الحوادث. في أغسطس/آب 1998، دخل في شجار خارج أحد حانات تالاهاسي، واتهم بالفشل في مغادرة المكان؛ وقد أقر بأنه غير مذنب في ارتكاب الجنحة.[بحاجة لمصدر] في نفس العام، في الليلة التي تلت الفوز الذي أنهى الموسم على منافسه فلوريدا، دخل جانيكوفسكي في قتال في حانة محلية وتم اتهامه بالاعتداء.[بحاجة لمصدر]
في موسم 1999، نافست فلوريدا ستيت سيمينولز مرة أخرى على اللقب الوطني. قبل ظهور الفريق في مباراة البطولة الوطنية (شوقر بول 2000 في نيو أورليانز، لويزيانا)، أعلن جانيكوفسكي عن نيته في إعلان أهليته للمشاركة في مشروع الدوري الوطني لكرة القدم الأمريكية لعام 2000 ‏، قائلاً إن السبب الرئيسي وراء تخليه عن عامه الأخير هو دفع تكاليف قدوم والدته إلى الولايات المتحدة. في مباراته الأخيرة مع فلوريدا ستيت سيمينولز، نجح جانيكوفسكي في تحويل 5 من 5 نقاط إضافية وسدد هدفًا ميدانيًا من مسافة 32 ياردة، مما ساعد السيمينولز على الفوز ببطولتهم الوطنية الثانية.
على الرغم من أن مهارة جانيكوفسكي كلاعب ركل لم يشكك مستكشفو الدوري الوطني لكرة القدم الأمريكية الأمريكية في مهارته كراكِل، إلا أن سلوكه خارج الملعب كان مدعاة للقلق. في يناير 2000، كان جانيكوفسكي يحتفل مع مجموعة من أصدقائه عندما تم القبض على صديقه في المدرسة الثانوية في ملهى ليلي. اقترب جانيكوفسكي، الذي قال لاحقًا إنه كان يعتقد أنه يمكنه توفير الأعمال الورقية والعناء على الجميع، من الضابط الذي ألقى القبض عليه وسأل عن المبلغ الذي سيكلفه إطلاق سراح صديقه. ثم ألقي القبض عليه بعد ذلك بتهمة محاولة رشوة ضابط، وهي تهمة عقوبتها غرامة قدرها 5000 دولار أمريكي، والسجن لمدة تصل إلى خمس سنوات، واحتمال الترحيل. ادعى جانيكوفسكي أنه كان يعتقد أن بإمكانه دفع غرامة لإطلاق سراح صديقه، لكن الضابط فسر هذا التصرف على أنه محاولة رشوة.

## المسيرة الاحترافية
| 6 0 7/8                                          | 260 |
| تجمع القيم من الدوري الوطني لكرة القدم الأمريكية |     |

### أوكلاند رايدرز
تم اختيار جانيكوفسكي من قبل فريق أوكلاند رايدرز ‏ في الجولة الأولى مع الاختيار السابع عشر في مسودة الدوري الوطني لكرة القدم الأمريكية لعام 2000 ‏.

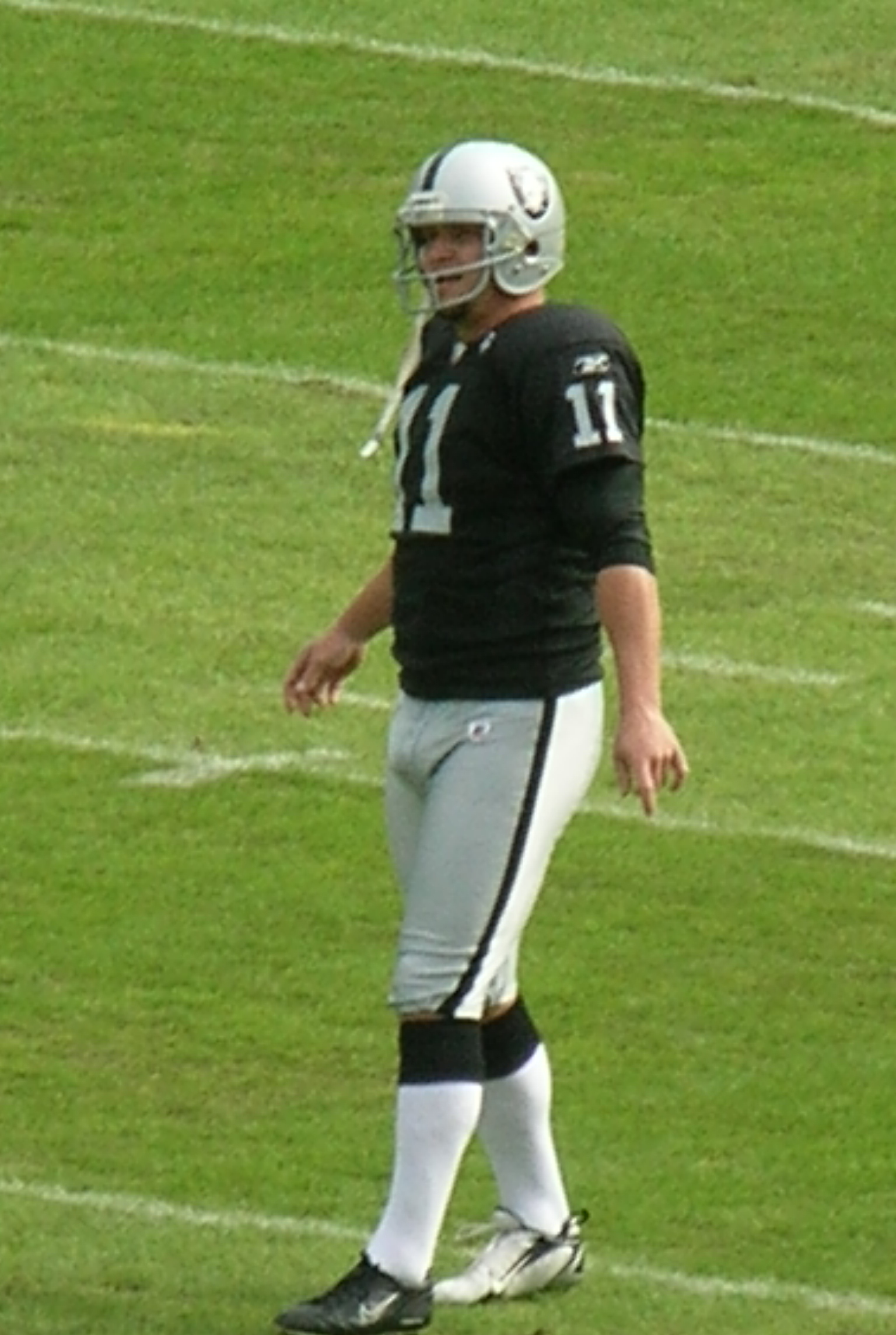
جانيكوفسكي في نوفمبر 2008

وبعد وقت قصير من اختياره، تمت تبرئة جانيكوفسكي من تهمة الرشوة. وقد شهد نيابة عن نفسه، مشيرا إلى أنه كان يحاول فقط دفع الغرامة لصديقه (بدلا من رشوة الضابط الذي ألقى القبض عليه). بعد ثمانية أيام فقط من تبرئته، تم القبض على جانيكوفسكي واثنين من أصدقائه في تالاهاسي للاشتباه في حيازة مخدر جي إتش بي. ومرة أخرى، واجه عقوبة السجن أو الترحيل إذا أدين، لكن تمت تبرئته من جميع التهم في أبريل/نيسان 2001.
بدأت مسيرة جانيكوفسكي الاحترافية بداية صعبة: في عام 2000، كانت 68.8% فقط من محاولاته في تسجيل الأهداف الميدانية ناجحة. وعلى الرغم من هذه المعاناة، إلا أنه نجح في جميع محاولاته ال 46 التي قام بها كمبتدئ. تحسنت دقته بشكل كبير في عام 2001، حيث نجحت 82.1% من محاولاته.
وصل جانيكوفسكي إلى سوبر بول السابع والثلاثين مع فريق رايدرز في عام 2002، وسدد هدفاً ميدانياً مبكراً في الربع الأول. منحت ركلته فريق رايدرز التقدم 3–0 لفترة وجيزة على تامبا باي بوكانيرز. كان هذا هو التقدم الوحيد لفريق رايدرز في المباراة؛ وخسروا بنتيجة 48–21.
في 16 أكتوبر 2003، خلال الربع الثاني، عادل جانيكوفسكي الرقم القياسي في دوري كرة القدم الأمريكية لكرة القدم الأمريكية بإكماله 4 أهداف ميدانية في ربع واحد.
بعد موسم 2004، حصل جانيكوفسكي على تمديد عقده لمدة خمس سنوات بقيمة 10.5 مليون دولار أمريكي. وهذا ما جعله (في ذلك الوقت) اللاعب الأعلى أجراً في تاريخ الدوري الوطني لكرة القدم الأمريكية الأمريكية. في فبراير 2010، مدد يانيكوفسكي عقده مع فريق رايدرز مقابل 16 مليون دولار على مدى السنوات الأربع المقبلة، بما في ذلك 9 ملايين دولار من الأموال المضمونة، مما جعله مرة أخرى اللاعب الأعلى أجراً في تاريخ الدوري الوطني لكرة القدم الأمريكية الأمريكية.
في 4 نوفمبر 2007، حاول تسديد هدف ميداني قياسي من مسافة 64 ياردة قبل نهاية الشوط الأول ضد فريق هيوستن تكسانز في فترة ما بعد الظهيرة الخالية من الرياح في أوكلاند في ملعب ماكافي كوليسيوم. لو نجحت الركلة، فإنها كانت ستحطم الرقم القياسي لأهداف الميدان في دوري كرة القدم الأميركية على الإطلاق وهو 63 ياردة. ومع ذلك، ارتدت من القائم الأيمن وخرجت مرة أخرى.
في 28 سبتمبر 2008، حاول جانيكوفسكي دون جدوى تنفيذ هدف ميداني من مسافة 76 ياردة ضد فريق سان دييغو تشارجرز وسط الرياح القوية قبل نهاية الشوط الأول مباشرة. يُفترض أن تكون هذه أطول محاولة في تاريخ الدوري الوطني لكرة القدم الأمريكية؛ على الرغم من أن الدوري لا يحتفظ بمثل هذه السجلات بشأن المحاولات، فإن أطول المحاولات المعروفة قبل هذه كانت محاولات بمسافة 74 ياردة بواسطة مارك موزلي ‏ وجو دانيلو ‏ في عام 1979.
في 19 أكتوبر 2008، حطم جانيكوفسكي الرقم القياسي لفريق رايدرز، بتسجيله هدفًا ميدانيًا من مسافة 57 ياردة في الوقت الإضافي ليهزم فريق نيويورك جيتس، بنتيجة 16–13، وهو أطول هدف ميداني في الوقت الإضافي في تاريخ دوري كرة القدم الأمريكية. في 27 ديسمبر 2009، حطم مرة أخرى الرقم القياسي لفريقه بتسجيله هدفًا ميدانيًا من مسافة 61 ياردة ضد فريق كليفلاند براونز قبل نهاية الشوط الأول. في 26 ديسمبر 2010، سجل جانيكوفسكي هدفًا ميدانيًا من مسافة 59 ياردة في الربع الثاني من مباراة على أرضه ضد فريق إنديانابوليس كولتس مما جعله اللاعب الثاني الذي يسجل هدفين ميدانيين من مسافة 59 ياردة أو أكثر (مورتن أندرسن). في 3 يناير 2010، وصل إلى النقطة رقم 1000 في مسيرته المهنية بتسجيله هدفًا ميدانيًا من مسافة 39 ياردة ضد فريق بالتيمور رافينز.
في 12 سبتمبر 2011، مع اقتراب نهاية الشوط الأول الممطر ضد فريق دنفر برونكوس، سجل جانيكوفسكي هدفًا ميدانيًا من مسافة 63 ياردة وعادل الرقم القياسي في دوري كرة القدم الأمريكية الذي سجله توم ديمبسي في عام 1970 وتعادل سابقًا مع جيسون إيلام (1998) وبعد ذلك بواسطة ديفيد أكيرز (2012)، ولكن تم كسره لاحقًا بواسطة مات براتير ‏ من فريق دنفر برونكوس وجاستن تاكر من فريق بالتيمور رافينز. في 27 نوفمبر 2011، في مباراة ضد فريق شيكاغو بيرز، سجل 6 أهداف ميدانية بمسافات 40 و47 و42 و19 و37 و44 ياردة ليحطم الرقم القياسي للفريق لأكبر عدد من الأهداف الميدانية في مباراة واحدة. حاول تسجيل هدف ميداني قياسي من مسافة 65 ياردة في 18 ديسمبر 2011، ضد فريق ديترويت ليونز، لكن نداموكونج سوه ‏ تصدى له لينهي المباراة.
في عام 2011 تلقى جانيكوفسكي دعوة للمشاركة في Pro Bowl وحصل على جائزة الفريق الثاني من كل المحترفين.
في أغسطس 2013، وقّع جانيكوفسكي على تمديد عقده مع رايدرز لمدة أربع سنوات مقابل 19 مليون دولار على مدار خمس سنوات، بما في ذلك 8 ملايين دولار مضمونة.
قبل موسم 2017، حصل على تخفيض في راتبه الأساسي من 4.05 مليون دولار أمريكي إلى 3 مليون دولار أمريكي ولكنه أصبح مضمونًا بالكامل. في 9 سبتمبر 2017، تم وضعه في الاحتياطي المصاب بسبب مشاكل في ظهره وتم التعاقد مع جورجيو تافيكيو ‏ من فريق التدريب ليحل محله مؤقتًا كراكلة. في 14 فبراير 2018، أفادت التقارير أن جانيكوفسكي لن يتم إعادة توقيعه من قبل فريق رايدرز.

### سياتل سيهوكس
في 13 أبريل 2018، وقع جانيكوفسكي عقدًا لمدة عام واحد مع فريق سياتل سي هوكس. فاز بوظيفة الركل الأساسية لفريق Seahawks بعد أن أطلق الفريق سراح جيسون مايرز في 20 أغسطس 2018. في الأسبوع الثاني عشر ضد فريق كارولينا بانثرز، أحرز جانيكوفسكي النقاط الإضافية الثلاث والأهداف الميدانية الثلاثة، بما في ذلك هدف الفوز من مسافة 31 ياردة حيث فاز فريق سيهوكس بنتيجة 30–27. تم اختياره كأفضل لاعب في الفرق الخاصة في إن إف سي لهذا الأسبوع لأدائه. أنهى جانيكوفسكي موسم 2018 بتحويل 48 من 51 محاولة نقطة إضافية و 22 من 27 محاولة هدف ميداني.
في 5 يناير 2019، أضاع جانيكوفسكي هدفًا ميدانيًا من مسافة 57 ياردة ضد فريق دالاس كاوبويز في الجولة البرية ‏ من تصفيات دوري كرة القدم الأمريكية، وأصيب في أوتار الركبة في نفس ركلة الهدف الميداني الفاشلة. تم ترك مركز الركل في أيدي لاعب الركل المبتدئ في فريق سيهوكس، مايكل ديكسون، الذي أضاع ركلة جانبية كان من الممكن أن تعيد فريق سيهوكس إلى موقعه للتسجيل والفوز بالمباراة.

### الاعتزال
في 28 أبريل 2019، أعلن جانيكوفسكي اعتزاله بعد 19 عامًا في دوري كرة القدم الأمريكية. وأنهى جانيكوفسكي مسيرته كأفضل هدّاف في تاريخ رايدرز برصيد 1،799 نقطة.

## إحصاءات المسيرة الدوري الوطني لكرة القدم الأمريكية
| المفاتيح | المفاتيح       |
| -------- | -------------- |
|          | قاد الدوري     |
| الخظ     | المسيرة العليا |

### الموسم العادي
| العام   | الفريق          | لعب | الأهداف الميدانية    | الأهداف الميدانية    | الأهداف الميدانية    | الأهداف الميدانية    | النقاط الإضافية      | النقاط الإضافية      | النقاط الإضافية      | النقاط               |
| العام   | الفريق          | لعب | م هـ م               | أ م م                | ك ط                  | فوز%                 | م ح ن                | ن إ م                | فوز%                 | النقاط               |
| ------- | --------------- | --- | -------------------- | -------------------- | -------------------- | -------------------- | -------------------- | -------------------- | -------------------- | -------------------- |
| 2000 ‏   | أوكلاند رايدرز ‏ | 14  | 32                   | 22                   | 54                   | 68.8                 | 46                   | 46                   | 100.0                | 112                  |
| 2001 ‏   | أوكلاند رايدرز ‏ | 15  | 28                   | 23                   | 52                   | 82.1                 | 42                   | 42                   | 100.0                | 111                  |
| 2002 ‏   | أوكلاند رايدرز ‏ | 16  | 33                   | 26                   | 51                   | 78.8                 | 50                   | 50                   | 100.0                | 128                  |
| 2003 ‏   | أوكلاند رايدرز ‏ | 16  | 25                   | 22                   | 55                   | 88.0                 | 29                   | 28                   | 96.6                 | 94                   |
| 2004 ‏   | أوكلاند رايدرز ‏ | 16  | 28                   | 25                   | 52                   | 89.3                 | 32                   | 31                   | 96.9                 | 106                  |
| 2005 ‏   | أوكلاند رايدرز ‏ | 16  | 30                   | 20                   | 49                   | 66.7                 | 30                   | 30                   | 100.0                | 90                   |
| 2006 ‏   | أوكلاند رايدرز ‏ | 16  | 25                   | 18                   | 55                   | 72.0                 | 16                   | 16                   | 100.0                | 70                   |
| 2007 ‏   | أوكلاند رايدرز ‏ | 16  | 32                   | 23                   | 54                   | 71.9                 | 28                   | 28                   | 100.0                | 97                   |
| 2008 ‏   | أوكلاند رايدرز ‏ | 16  | 30                   | 24                   | 57                   | 80.0                 | 26                   | 25                   | 96.2                 | 97                   |
| 2009 ‏   | أوكلاند رايدرز ‏ | 16  | 29                   | 26                   | 61                   | 89.7                 | 17                   | 17                   | 100.0                | 95                   |
| 2010 ‏   | أوكلاند رايدرز ‏ | 16  | 41                   | 33                   | 59                   | 80.5                 | 43                   | 43                   | 100.0                | 142                  |
| 2011 ‏   | أوكلاند رايدرز ‏ | 15  | 35                   | 31                   | 63                   | 88.6                 | 36                   | 36                   | 100.0                | 129                  |
| 2012 ‏   | أوكلاند رايدرز ‏ | 16  | 34                   | 31                   | 57                   | 91.2                 | 25                   | 25                   | 100.0                | 118                  |
| 2013 ‏   | أوكلاند رايدرز ‏ | 16  | 30                   | 21                   | 53                   | 70.0                 | 37                   | 37                   | 100.0                | 100                  |
| 2014 ‏   | أوكلاند رايدرز ‏ | 16  | 22                   | 19                   | 57                   | 86.4                 | 28                   | 28                   | 100.0                | 85                   |
| 2015 ‏   | أوكلاند رايدرز ‏ | 16  | 26                   | 21                   | 56                   | 80.8                 | 39                   | 38                   | 97.4                 | 101                  |
| 2016 ‏   | أوكلاند رايدرز ‏ | 16  | 35                   | 29                   | 56                   | 82.9                 | 39                   | 37                   | 94.9                 | 124                  |
| 2017 ‏   | أوكلاند رايدرز ‏ | 0   | لم يلعب بسبب الإصابة | لم يلعب بسبب الإصابة | لم يلعب بسبب الإصابة | لم يلعب بسبب الإصابة | لم يلعب بسبب الإصابة | لم يلعب بسبب الإصابة | لم يلعب بسبب الإصابة | لم يلعب بسبب الإصابة |
| 2018 ‏   | سياتل سيهوكس ‏   | 16  | 27                   | 22                   | 56                   | 81.5                 | 51                   | 48                   | 94.1                 | 114                  |
| المسيرة | المسيرة         | 284 | 542                  | 436                  | 63                   | 80.4                 | 614                  | 605                  | 98.5                 | 1،913                |

### ما بعد الموسم
| العام   | الفريق          | لعب | الأهداف الميدانية | الأهداف الميدانية | الأهداف الميدانية | الأهداف الميدانية | النقاط الإضافية | النقاط الإضافية | النقاط الإضافية | النقاط |
| العام   | الفريق          | لعب | م هـ م            | أ م م             | ك ط               | فوز%              | م ح ن           | ن إ م           | فوز%            | النقاط |
| ------- | --------------- | --- | ----------------- | ----------------- | ----------------- | ----------------- | --------------- | --------------- | --------------- | ------ |
| 2000 ‏   | أوكلاند رايدرز ‏ | 2   | 4                 | 3                 | 36                | 75.0              | 3               | 3               | 100.0           | 12     |
| 2001 ‏   | أوكلاند رايدرز ‏ | 2   | 5                 | 5                 | 45                | 100.0             | 4               | 4               | 100.0           | 19     |
| 2002 ‏   | أوكلاند رايدرز ‏ | 3   | 7                 | 6                 | 43                | 85.7              | 8               | 8               | 100.0           | 26     |
| 2016 ‏   | أوكلاند رايدرز ‏ | 1   | 0                 | 0                 | 0                 | –                 | 2               | 2               | 100.0           | 2      |
| 2018 ‏   | سياتل سيهوكس ‏   | 1   | 3                 | 2                 | 42                | 66.7              | 0               | 0               | –               | 6      |
| المسيرة | المسيرة         | 9   | 19                | 16                | 45                | 84.2              | 17              | 17              | 100.0           | 65     |

## السجلات

### سجلات الدوري الوطني لكرة القدم الأمريكية الأمريكية
- أطول هدف ميداني في الوقت الإضافي: 57 ياردة ضد فريق نيويورك جيتس في 19 أكتوبر 2008[39]
- أكبر عدد من الأهداف الميدانية في ربع واحد: 4 (متعادل)[40]
- أكبر عدد من محاولات تسجيل الأهداف الميدانية من مسافة 60 ياردة أو أكثر في مسيرته: 8
- أكبر عدد من النقاط الإضافية في Pro Bowl: 8[41]
- أطول محاولة هدف ميداني: 76 ياردة ضد فريق سان دييغو تشارجرز في 28 سبتمبر 2008[42]

## الملاحظات
1. ↑  تم نقل خط المشاجرة لمحاولات الركلات الإضافية إلى خط 15 ياردة من خط الياردتين في عام 2015.
2. ↑  تم نقل خط المشاجرة لمحاولات الركلات الإضافية إلى خط 15 ياردة من خط الياردتين في عام 2015.

## وصلات خارجية
- الموقع الرسمي
- إحصائيات المسيرة من NFL.com · ESPN · Pro Football Reference